# L'amore è... (Nicola Di Bari)
L'amore è... è il dodicesimo album del cantante italiano Nicola Di Bari, pubblicato su 33 giri dalla Carosello nel 1982.

## Tracce
Lato A
1. Anche Senza Di Te (Rodolfo Grieco, Andrea Lo Vecchio)
2. Io Che Amo Te Solo Te (Sergio Endrigo)
3. Emozione Ritrovata (Nicola Di Bari, Andrea Lo Vecchio)
4. Per Chi Non Ha Nessuno (Nicola Di Bari, Andrea Lo Vecchio)
5. Raffaella (Andrea Lo Vecchio)

Lato B
1. L'Amore È (Shel Shapiro, Andrea Lo Vecchio)
2. Amico Caro (Ninni Carucci, Andrea Lo Vecchio)
3. Senso D'Incompiuto (Rodolfo Grieco, Andrea Lo Vecchio)
4. Stasera Ho Un'Idea (Pierre Delanoë, Michel Sardou, Jacques Revaux, Nicola Di Bari, Mario Rapallo, Mario Balducci)
5. Un Amore Innocente  (Guido Maria Ferilli,  Andrea Lo Vecchio)